# Cheillophota owgarra
Cheillophota owgarra là một loài bướm đêm trong họ Noctuidae.